# Hybocamenta pallidicauda
Hybocamenta pallidicauda är en skalbaggsart som beskrevs av Gilbert John Arrow 1925. Hybocamenta pallidicauda ingår i släktet Hybocamenta och familjen Melolonthidae. Inga underarter finns listade i Catalogue of Life.